# Tobołki okrągłolistne
Tobołki okrągłolistne (Noccaea rotundifolia (L.) Moench) – gatunek roślin z rodziny kapustowatych (Brassicaceae). Występuje naturalnie w Alpach – rośnie powszechnie w Północnych i Południowych Alpach Wapiennych, natomiast jest rzadko spotykany w Alpach Centralnych. 

## Morfologia
PokrójBylina dorastająca do 5–15 cm wysokości. W czasie kwitnienia rozwija wzniesione łodygi. Na piargach pędy płonne płożą się i rozrastają.
LiścieLiście odziomkowe są mięsiste i mają okrągławy kształt zwężający się u nasady. Posiadają krótki ogonek liściowy. Zebrane są w gęste rozety. Liście na łodydze kwiatostanowej są naprzemianległe.
KwiatyZebrane są w gęste grona. Wydzielają zapach. Występują licznie na jednej roślinie. Mają po 4 wąskie działki kielicha. Płatki mają jajowaty kształt i barwę od różowej do fioletowej.
OwocePodłużne, bocznie spłaszczone łuszczynki. Wystaje z nich szyjka.
Gatunki podobneRoślina jest podobna do tobołków górskich (Noccaea montana), które różnią się płatkami o białej barwie.

## Biologia i ekologia
Kwitnie od czerwca do września. Preferuje gleby wilgotne zawierające wapń. Występuje zazwyczaj na piargach. Okazy o długich, płożących łodygach mogą rosnąć nawet na ruchomym rumoszu skalnym. Występuje na wysokości od 1500 do 3000 m n.p.m.
Jest gatunkiem pionierskim rosnącym na płytkich glebach. 